# Justicia wallnoeferi
Justicia wallnoeferi är en akantusväxtart som beskrevs av Wassh.. Justicia wallnoeferi ingår i släktet Justicia och familjen akantusväxter. Inga underarter finns listade i Catalogue of Life.